# ژیژوو
ژیژوو (به بلغاری: Zhizhevo) یک منطقهٔ مسکونی در بلغارستان است که در شهرستان ساتووچا واقع شده‌است.
 ژیژوو ۱۴٫۶۶۸ کیلومتر مربع مساحت و ۳۸۰ نفر جمعیت دارد و ۸۴۶ متر بالاتر از سطح دریا واقع شده‌است.